# Vincent Keyizi
Vincent Keyizi (Kampala, 6 marzo 1984) è un calciatore ugandese, attaccante dell'Express Football Club.

## Palmarès

### Club

#### Competizioni nazionali
- Primus National Football League: 2

APR: 2006, 2007

#### Competizioni internazionali
- Coppa Kagame Inter-Club: 1

APR: 2007